# Маккадден, Джеймс
Джеймс Томас Байфорд Маккадден (англ. James Thomas Byford McCudden; 28 марта 1895 — 9 июля 1918) — британский лётчик-истребитель, участник Первой мировой войны, один из самых титулованных лётчиков в истории Великобритании.
Маккадден родился в 1895 году в семье военного, в 1910 году он поступил на службу в Корпус королевских инженеров. Заинтересовавшись механикой, в 1913 году он перешёл в Королевский лётный корпус (RFC). В начале войны в 1914 году он совершил ряд полётов в качестве наблюдателя, а в 1916 году получил квалификацию лётчика-истребителя.
Маккадден одержал свою первую победу 6 сентября 1916 года. 15 февраля 1917 года на его счету было уже пять побед. В течение следующих шести месяцев он служил инструктором и летал в оборонительных патрулях над Лондоном. Он вернулся на фронт летом 1917 года. В том же году он сбил 31 самолёт противника, 11 раз одержал несколько побед за один день.
Маккадден был награждён шестью британскими медалями и одной французской, таким образом он получил больше боевых наград, чем любой другой британский лётчик времён Первой мировой войны. Он также был одним из лидеров по сроку службы. К 1918 году, отчасти благодаря газете Daily Mail, Маккадден стал одним из самых известных лётчиков на Британских островах.
На момент смерти на его счету было 57 воздушных побед, он стал седьмым в списке самых успешных асов войны. В отличие от других асов стран Антанты, значительную часть своих побед Маккадден одержал на территории, подконтрольной союзникам. Это позволило идентифицировать почти 2/3 его жертв. Большинство своих побед он одержал в составе 56-й эскадрильей RFC; 52 из 57 побед — на самолёте Royal Aircraft Factory S.E.5a.
9 июля 1918 года Маккадден погиб в авиакатастрофе, когда его самолёт разбился из-за отказа двигателя. На момент смерти он был в звании майора. Маккадден похоронен на британском военном кладбище в Бовуар-Ваване, Франция.

## Ранние годы
Джеймс Маккадден родился в Джиллингеме, Кент, в семье сержант-майора Уильяма Х. Маккаддена и Амелии Байфорд. Его отец большую часть своей жизни был военнослужащим. В подростковом возрасте он поступил на службу в Корпус королевских инженеров и служил в роте № 24. В 1882 году Уильям Маккадден участвовал в англо-египетской войне, в битве при Эт-Тель-эль-Кебире. Во время боя он спас раненого солдата, находившегося под обстрелом, и был представлен к награде. Однако, когда выяснилось, что он действовал вопреки приказу, ему было отказано в награждении. Тем не менее, Уильям долгое время служил в инженерии и в конце концов стал инструктором Военно-инженерной школы в качестве унтер-офицера. По материнской линии в роду у Джеймса также были военные; его прадед служил каптенармусом в Королевской морской пехоте на борту HMS Poictiers.
В 1890 году Уильям Маккадден и Амелия Байфорд (1869—1955) поженились. У них было шестеро детей: Уильям Томас Джеймс (3 апреля 1891 — 1 мая 1915), Мэри Амелия (23 января 1893 — ?), Джеймс Томас Байфорд (28 марта 1895 — 9 июля 1918), Кэтлин Энни (1 декабря 1899 — ?), Джон Энтони (14 июня 1897 — 18 Март 1918) и Морис Винсент (31 октября 1901 — 13 декабря 1934). Джон и Уильям Маккаддены стали лётчиками-истребителями, но оба погибли в небе — Джон погиб в бою во время войны.
После Великой войны Уильям Х. Маккадден занял пост в Министерстве авиации в звании уорент-офицера, но трагически погиб на железнодорожной станции Клэпхем-Джанкшен 7 июля 1920 года. Когда он встал, чтобы уступить женщине своё место в купе, дверь распахнулась, и он выпал на пути приближающегося поезда. Самый младший сын Морис Винсент стал лётчиком и служил в Королевских ВВС, вышел на пенсию в 1933 году по болезни. В следующем году он умер от колита.
В 1909 году Маккаддены переехали в Ширнесс, и Джеймс перешёл в гарнизонную школу. Он занимался стрельбой, боксом и был достаточно успешным учеником. После выхода отца на пенсию у семьи начались финансовые проблемы. В возрасте 15 лет Джеймс Маккадден принял решение пойти на работу. Он устроился посыльным в почтовом отделении. В это же время Маккадден начал интересоваться авиацией. В соседнем Лейсдауне, на острове Шеппи, открылся один из первых авиационных центров. Маккадден и его братья часто ходили на собрание пионеров-авиаторов. Маккадден мог часами наблюдать за полётами ранних летательных аппаратов. В это время он решил, что хочет стать лётчиком.

## Военная служба

### Корпус королевских инженеров и Королевский лётный корпус
К сожалению Маккаддена, ему пришлось отложить планы стать лётчиком. После того, как его отец ушёл на пенсию, семье требовался дополнительный источник доходов. В итоге 26 апреля 1910 года Маккадден поступил на службу в корпус Королевских инженеров. 24 февраля 1911 года он отплыл в Гибралтар. Маккадден провёл 18 месяцев в Гибралтаре, вернувшись в Англию в сентябре 1912 года. Находясь в Гибралтаре, он постоянно читал журнал Flight, в котором разъяснялась теория аэродинамики, самолётостроения и авиационных двигателей. Он успешно завершил службу и к 26 апреля 1913 года стал квалифицированным сапёром. 28 апреля он также получил квалификацию авиамеханика 2-го класса. Вскоре после этого он стал членом Королевского лётного корпуса. 9 мая его направили работать механиком в учебную часть аэродрома Фарнборо.
В первый же день Маккаддену приказали сделать вылет в качестве наблюдателя на Royal Aircraft Factory B.E.2, однако перед этим произошёл инцидент, который мог положить конец его карьере. Он получил приказ провести осмотр самолётов на аэродроме, он осмотрел Caudron Type A и начал заводить двигатель. Самолёт был выведен из эксплуатации, и Маккадден, не усматривая никакой опасности, полностью открыл дроссельную заслонку. Внезапно двигатель завёлся, самолёт выехал из ангара и врезался в Farman MF.11. Маккадден наблюдал, как винт разорвал на куски крыло Farman и повредил стоявший рядом автомобиль его командира. Он смог добраться до кабины и выключить двигатель, но самолёт успел нанести значительный ущерб. За этот проступок он предстал перед полковником Фредериком Сайксом, командующим военным крылом RFC. Сайкс был доволен общим прогрессом Маккаддена, это, вероятно, и спасло его; но отправил Маккаддена на неделю на гауптвахту и удержал с него 14-дневное жалование в качестве компенсации за инцидент. Пять лет спустя Сайкс снова встретил Маккаддена — тогда уже на пике славы — и в шутку вспомнил этот эпизод, пригрозив отправить ему счёт за машину.
15 июня 1913 года его отправили в 3-ю эскадрилью RFC. Там он периодически летал на самолёте марки Blériot и постепенно завоевал репутацию первоклассного механика. К Рождеству его стали часто допускать к полётам, в итоге Маккадден налетал почти 30 часов, в основном на монопланах Blériot. 1 апреля 1914 года его повысили до авиамеханика первого класса.

### Лётчик-наблюдатель

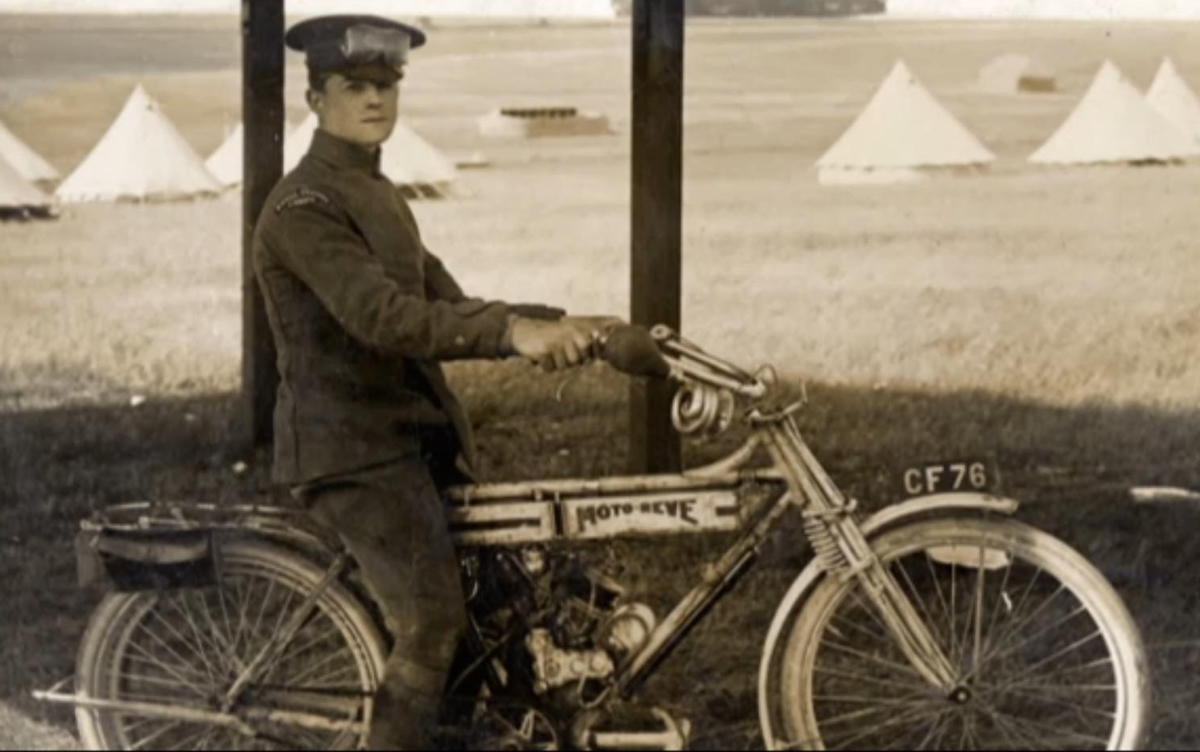
Маккадден на мотоцикле производства Husqvarna Motorcycles на манёврах RFC (1913)

В августе 1914 года Маккаддена командировали во Францию в качестве механика 3-й эскадрильи, этому предшествовали вторжение Германии в Бельгию и объявление Великобританией войны Германии. Эскадрилья действовала как разведывательное подразделение, а Маккадден начал летать в качестве наблюдателя. Остановившись в Амьене на несколько дней, отряд приступил к разведке позиций противника. 3-я эскадрилья оказывала поддержку британской армии в битве при Монсе в Бельгии. 22 августа Маккадден впервые увидел немецкий самолёт. 25 августа англичане начали отступление на юго-запад, к Парижу. 3-я эскадрилья использовала не менее девяти различных посадочных площадок, часто откладывая вылет до тех пор, пока противник не отставал всего на пару километров. В конце концов эскадрилья расположилась в Мелёне, к югу от Парижа. Осенью Маккадден участвовал в обнаружении немецких артиллерийских позиций, когда союзные армии участвовали в Первой битве на Марне и Первой битве на Эне. Маккадден вылетал на задания с винтовкой, поскольку у самолётов не было бортового вооружения.
Маккадден проявил себя хорошо и 20 ноября 1914 года его повысили до капрала. В этот период шло Фландрское сражение, и эскадрилье передали на вооружение более мощные самолёты Morane-Saulnier L. Несколько месяцев спустя, 1 апреля 1915 года, он получил звание сержанта и был назначен командиром (унтер-офицером) всех инженеров своего звена. Радость Маккаддена от повышения по службе омрачило известие о гибели его брата Уильяма в авиакатастрофе, когда тот летел на старом Blériot. Всего неделю спустя его старшая сестра Мэри потеряла мужа, который погиб 27 мая 1915 года в результате взрыва, потопившего минный заградитель HMS Princess Irene.
Маккадден подал рапорт о том, чтобы его снова допустили к полётам, но он был отклонён на том основании, что он очень ценный как механик, чтобы рисковать его жизнью. Он зарекомендовал себя как хороший механик, потому что за время его руководства подразделением инженеров случилось рекордно низкое число инцидентов с отказами двигателей. Он продолжал совершать вылеты в качестве наблюдателя, несмотря на отказ в допуске к полётам.
8 июня он совершил свой первый официальный боевой вылет в качестве наблюдателя. В это время Имперские ВВС Германии получили на вооружение истребитель Fokker Eindecker, оснащённый синхронизатором. Самолёт, который мог стрелять через винт, вскоре стал серьёзной угрозой для подразделения Маккаддена. Противнику на некоторое время удалось установить господство в воздухе. Маккадден по-прежнему регулярно совершал вылеты в качестве наблюдателя. 20 ноября 1915 года у него появился новый командир — Эдгар Ладлоу-Хьюитт. 27 ноября Маккадден совершил полёт продолжительностью 2 часа 40 минут, в ходе которого вёл погоню за разведывательным самолётом Albatros C.I. 16 декабря в качестве воздушного стрелка он отразил атаку немецкого аса Макса Иммельмана. Обстреливая Fokker, Маккадден увидел, как с немецкой машины упал кусок бумаги или ткани. Несмотря на тщательные поиски, на земле ничего не нашли. 19 января 1916 года Маккадден начал перестрелку с другим немецким наблюдателем, ни один из лётчиков не пострадал.
В это время эскадрилья Маккаддена также экспериментировала с беспроводными технологиями. Капитан Д. С. Льюис, командовавший штабом звена, оснастил свой B.E.2a радиоприёмником, который помогал наводить артиллерийский огонь. В апреле 1915 года он командовал 3-й эскадрильей и стал командиром Маккаддена. Он погиб годом позже, когда его сбили огнём из артиллерии. Неизвестно, участвовал ли Маккадден в разработке или применении нововведений Льюиса.
21 января 1916 года Маккадден был награждён французским Военным крестом за храбрость. Он отправился в Лиллер, где награду ему вручил лично генерал Жозеф Жоффр, главнокомандующий французской армией. 23 января его повысили до сержанта, а через сутки ему приказали вернуться в Англию, чтобы приступить к лётной подготовке.

### Обучение на лётчика и работа инструктором
22 февраля 1916 года Маккадден приступил к лётной подготовке на аэродроме Фарнборо. Он начал с 20-минутного полёта на Farman III. На тот момент Маккадден уже налетал 100 часов в качестве пассажира с 25 разными пилотами, включая 46 часов в качестве наблюдателя с ноября 1915 года, и имел основательный опыт. Его инструктор был впечатлён его пониманием механики и теории. Он отработал шесть приземлений и перешёл на более мощный Avro 504, поскольку последний Farman был списан.
9 апреля его отправили в Госпорт, где он был приписан к 41-й эскадрилье RFC и 16 апреля совершил свой первый одиночный полёт на Farman MF.7. Позже в тот же день он выполнил четыре разворота в форме восьмёрки, планирование с высоты 370 метров и приземление в пределах 40 метров от выбранной отметки, он получил сертификат Королевского аэроклуба. Он совершил 22 полета в Госпорте, самый продолжительный длился 50 минут на высоте 2100 метров. 29 апреля он был направлен на повышение квалификации в Центральную лётную школу (CFS) в Упавоне, прибыв туда 1 мая.
7 мая Маккадден стал 107-м унтер-офицером, получившим сертификат CFS, и стал лётчиком второго класса. Он проявил себя настолько хорошо, что его назначили инструктором. Он принял своего первого ученика после того, как сам налетал всего девять часов в одиночном полёте. Двое из его учеников стали асами: Джеффри Хилтон Боуман и Эдвард Мэннок. В одном из тренировочных полётов на Airco DH.1, самолёт вошёл в опасное вращение. Маккадден едва избежал смертельного крушения, выведя самолёт из штопора.
30 мая ему была присвоена квалификация лётчика первого класса. Оценка основывалась на его достижениях: он совершил резкую посадку в пределах 45 метров, 15-минутный полёт на высоте 1800 метров, перелёт на 100 км над пересечённой местностью и 15-часовой одиночный полет. 24 мая он прошёл последнее испытание, совершив двухчасовой перелёт из Солсбери в Саутгемптон и далее в Бейзингсток. Он налетал 74 часа, что было намного выше требуемого минимума. К июню, когда он отбыл во Францию, он налетал 121 час, провёл 177 уроков в качестве инструктора и лично обучил 40 лётчиков-студентов.

### Возвращение на фронт
8 июля 1916 года Маккадден присоединился к 20-й эскадрилье. Подразделение летало на Royal Aircraft Factory F.E.2 и базировалось на аэродроме Клермаре, недалеко от Сент-Омера. Через два дня он совершил свой первый боевой вылет и принял участие в битве на Сомме. Эскадрилья получила приказ перехватить и сбить немецкий разведывательный самолёт. Маккадден патрулировал регион Ипра и Руселаре. Он не заметил ни одной вражеской разведывательной машины, но всё же обнаружил один Fokker около Лилля. Летая в боевом порядке, британцы имели хорошие возможности для борьбы с одиночными немецкими истребителями, поскольку их артиллеристы могли эффективно вести защитный огонь. Fokker набрал высоту над британцами, пытался нанести атаку в пике на последний самолёт формации, но, не сумев попасть, не стал продолжать бой. Двумя днями позже у Маккаддена закончилось топливо в районе Лилля. Ситуацию осложнял густой туман, он совершил вынужденную аварийную посадку на территории союзников, приземлившись в саду местного фермера. Машине был нанесён несущественный ущерб. 2 августа он принял участие в операции по бомбардировке ангаров для цеппелинов в Брюсселе. В ходе операции на горизонте появился одиночный Fokker, но в бой не вступал.
В тот же вечер Маккаддену объявили о переводе в 29-ю эскадрилью RFC, которая летала на Airco DH.2. Маккаддену нравилось летать на Airco, он считал этот самолёт более «лёгким после полета на F.E.». Вскоре Маккадден узнал от других лётчиков, что машина не пользуется популярностью и требует осторожного обращения. Тем не менее, 6 сентября 1916 года в ходе патрулирования местности между Армантьером и Ипром он одержал свою первую победу. Он атаковал полностью белый Albatros B.II и сбил его. Затем он начал преследовать другой самолёт, но тот избежал боя. Подтверждение его победы было получено через три дня от подразделения 1-го корпуса АНЗАК. Его противник разбился на дороге Гелув-Меннин в районе воздушного боя. На следующий день Маккадден мог увеличить число побед. Он атаковал моноплан Fokker, но его орудие заклинило. Выключив двигатель, он исправил неполадку, но пилот Fokker воспользовался возможностью, чтобы начать преследование. Перезапустив двигатель, Маккадден перехитрил противника и уже был готов открыть огонь, но его оружие снова заклинило, и бой закончился безрезультатно, когда более быстрый Fokker ретировался.
Маккадден больше не побеждал в бою в течение года, но 27 декабря 1916 года ему удалось избежать поражения в бою. Он вылетел из Арраса в Монши-о-Буа, в ходе патрулирования его звено из шести DH.2 столкнулось с вражеским формированием Albatros D.II. Маккадден бросился на помощь сослуживцу Александру Джеймсу, на которого напал немецкий истребитель. Он атаковал Albatros в лоб, но его оружие заклинило после 20 выстрелов. Когда он пытался исправить поломку, он оказался в окружении немецких истребителей.
Вскоре один из противников открыл огонь по Маккадену. Он резко ушёл вниз, но вражеский лётчик продолжил преследование. На высоте 250 метров Маккадден вошёл в штопор, тем временем немец отстал и прекратил преследование. Вражеский самолёт обстреляли британскими наземные войска, Маккадден к тому моменту починил свой пулемёт и развернулся, чтобы начать преследование. Противник, не подозревая об этом, был уже слишком высоко, и Маккадден наблюдал, как он вернулся в своё звено и покинул зону.
Маккадден вернулся на базу; несмотря на то, что он попал под обстрел, его машина серьёзно не пострадала. Его товарищи по эскадрилье были удивлены, увидев его. Они видели, как он ушёл в штопор, и опасались, что этот манёвр был для лётчика смертельным, Маккаддена уже хотели объявить пропавшим без вести. Было высказано предположение, что вражеским лётчиком был никто иной, как Манфред фон Рихтгофен, «Красный барон», и в этом случае Маккадден едва не стал 15-й жертвой немецкого аса. В тот день Рихтгофену приписывали сбитый «двухместный биплан Vickers», по официальной версии, это был F.E.2b капитана Квестеда и лейтенанта Дикси. Последние исследования показали, что бой с Маккадденом состоялся примерно в это же время.
1916 год закончился для Маккаддена позитивно. 28 декабря он получил патент на офицерское звание, который вступил в силу 1 января 1917 года. Ему был предоставлен двухнедельный отпуск, и он вернулся в Англию. 21 января Маккадден вернулся во Францию в звании младшего лейтенанта. Он был полон решимости увеличить свой личный счёт побед, несмотря на ограниченные ЛТХ его DH.2. В тот же день он был сбит в первый и единственный раз. Он атаковал Albatros D.III и вывел из строя его двигатель. Однако Маккаддена атаковал другой противник, и ему пришлось прервать бой из-за серьёзного повреждения одной из лопастей его винта. В бой вмешался другой DH.2, и Маккадден приземлился недалеко от Арраса, заказал новый винт и улетел обратно на базу. Поскольку ни один из участников боя не знал о дальнейшей судьбе Albatros, никаких заявлений о победе не поступало.
В 1917 году Маккадден одержал новые победы. Он сбил два двухместных самолёта: 26 января и 2 февраля. 5 февраля он атаковал Albatros C.III, который возвращался с фоторазведки. Он приблизился к противнику со стороны солнца, чтобы ослепить наводчика, и сбил противника над линией фронта, где его также обстреляла британская артиллерия. Десять дней спустя он вступил в бой с Albatros, которого сопровождал LFG Roland C.II. После короткого воздушного боя и погони Albatros удалось уйти, но Маккадден уничтожил Roland, который разбился около Монши. На следующий день Маккадден за свою пятую победу был награждён Военным крестом. О награждении было объявлено 12 марта.

### Возвращение в Англию

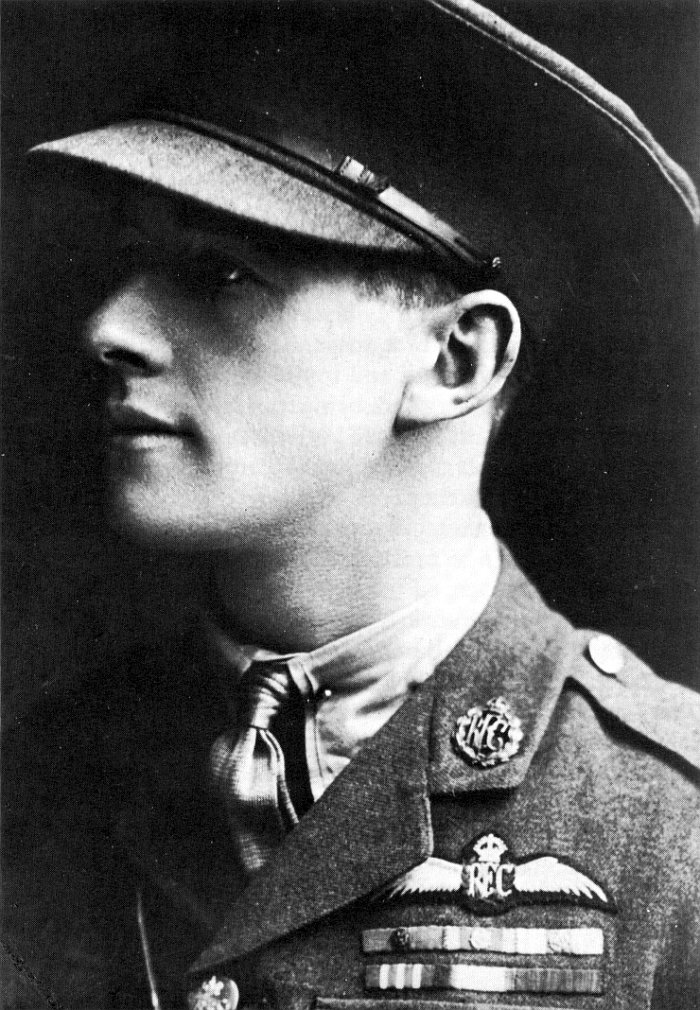
Джеймс Маккадден

23 февраля Маккадден вернулся в Англию и снова был назначен инструктором. Он был немного огорчен, так как чувствовал, что постепенно начинает заявлять о себе как лётчик-истребитель. Он также надеялся, что его эскадрилья в ближайшее время получит французские самолёты Nieuport 17, которые лучше подходили для боёв с истребителями Albatros и Halberstadt D.II, чем устаревшие DH.2. Начало 1917 года ознаменовалось масштабным расширением RFC, и для обучения массы новых студентов потребовались опытные наставники.
Маккадден был отправлен в 6-е учебное крыло в Мейдстоне, а 15 апреля переведён в Дувр, где научился управлять Bristol Scout. На один из его самолётов было нанесено имя «Тедди». По подозрениям его коллег-офицеров, он назвал самолёт в честь своей девушки — блондинки-танцовщицы Тедди О’Нил. Маккадден не афишировал свою личную жизнь, но были подозрения, что он брал её на самовольные полёты на Scout, в частности, в апреле в его бортовом журнале были зафиксированы такие выходки. Он высоко оценил качества своего Scout несмотря на то, что дважды попадал в аварии на этом самолёте: 29 апреля и 2 июня. Во время службы в Дувре Маккадден встретился со своим братом Джоном, который также поступил туда учиться на лётчика. Чтобы избежать обвинений в необъективности, он держался в стороне от своего брата, эта ситуация забавляла старших офицеров.
В конце мая и июне он экспериментировал с новыми Sopwith Pup, которые начали поступать в британские подразделения с января. Он был впечатлён манёвренностью самолёта и часто на нём летал. В этот период он встретил известного аса Альберта Болла, который поделился с ним своей тактикой нападения на разведывательную и бомбардировочную авиацию.
25 мая противник начал проводить рейды на Gotha G.IV, в ходе которых немецкие тяжёлые бомбардировщики атаковали Лондон. Маккадден попытался перехватить высоколетящие машины и 13 июня наконец один из них оказался в пределах досягаемости. Он открыл огонь, но противник увернулся и продолжил курс. Он преследовал формацию 34 км до моря, но не смог подойти ближе, чем на 160 метров. 7 июля он сбил Gotha с экипажем лейтенанта Эрвина Коллберга и Вальтера Ашоффа (бомбардировочная часть Bogohl 3). Он повредил второй бомбардировщик и едва избежал столкновения с машиной, когда пролетал мимо. В одном из рейдов пуля наводчика Gotha попала в его лобовое стекло. Рейды продолжались, но британская воздушная оборона сбила лишь несколько Gotha.
Перед возвращением во Францию Маккадден встретился с братьями Фрэнком и Гарольдом Барнуэллами, главными инженерами Vickers Limited. Он поделился с Барнуэллами информацией о конструкции и эксплуатации самолётов. Братья высоко оценили перспективы лётчика. Наблюдая за его полётом на Vickers F.B.9, братья убедились в его мастерстве, и поэтому Маккаддену предложили летать на других машинах их производства. Среди этих машин был Vickers F.B.16. Маккадден утверждал, что он разогнался до 219 км/ч на этом самолёте, назвав его «хорошим автобусом». Другие лётчики отметили, что он был быстрее французских SPAD и S.E.5. На основании этой оценки Vickers обратилась в Военное министерство для поставки самолётов на передовую. Однако машина не вошла в серийное производство. Маккадден считал, что проблемы с двигателем (склонность к перегреву) были основным фактором неудачи прототипа.

### В составе 66-й и 56-й эскадрильи
В июне Маккадден присоединился к 66-й эскадрилье RFC, которая базировалась в Эр-сюр-ла-Лисе, на вооружении у формирования были Sopwith Pup. Он прошёл курс повышения квалификации, но его пребывание в эскадрилье было ничем не примечательно. Ему приказали лететь с группой, а не в одиночку. Он налетал 47 часов и выполнил 21 патрулирование. Шесть раз встречался с противником, но не сбил ни одного самолёта. Наконец, он сбил два истребителя Albatros D.V, одержав свою шестую и седьмую воздушные победы 21 и 26 июля соответственно.
За время службы в эскадрилье он пилотировал 13 разных Pup. В итоге он вернулся в Англию, чтобы получить новый самолёт. 12 августа 1917 года он вылетел из Рочестера, в это время произошёл налёт Gotha, в течение 30 минут он летел на высоте 5200 метров над заливом Херн, пытаясь их перехватить. И снова он не смог подобраться к высоко летевшим Gotha. После возвращения из боевого вылета ему сообщили, что его перевели в недавно сформированную 56-ю эскадрилью, которая зарекомендовала себя как очень успешное подразделение на Западном фронте. Подразделение летало на истребителях Royal Aircraft Factory S.E.5 (S.E.5a), которые были одними из самых эффективных боевых самолётов, возможно, лучшими британскими истребителями в войне. Они были хорошо вооружены и очень быстры для своего времени.

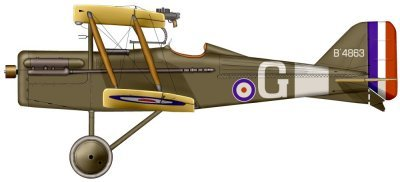
52 из 57 побед Маккадден одержал на S.E.5.

Помимо технического оснащения, у эскадрильи был опытный личный состав: Альберт Болл (44 победы), Артур Рис-Дэвидс (27) и бывший ученик Маккаддена Джеффри Хилтон Боуман (32). Болл был убит в мае 1917 года, тем не менее Маккадден летал и сражался вместе с Рисом-Дэвидсом, Боуменомом, Ричардом Мейбери, Реджинальдом Хойджем и Китом Маспраттом.
Большое количество побед сослуживцев подтолкнуло Маккаддена к увеличению его послужного списка. Командир эскадрильи майор Ричард Блумфилд отметил лидерские качества Маккаддена и надеялся, что он сможет помочь превратить подразделение в эффективную боевую команду. На тот момент лётчики, хотя и были талантливы, работали в бою больше индивидуально. После первого полёта с ними Блумфилд пообещал назначить Маккаддена на должность командира звена. Он официально принял на себя командование 14 августа.
Маккадден привнёс в 56-ю эскадрилью свои обширные технические знания. Он часто инспектировал самолёты своего звена, требуя высокого уровня качества механики. Он полагал, что чем точнее будет отлажен самолёт, тем меньше будет вероятность потери лётчиков из-за структурных или механических неисправностей, которые в то время были причиной многих смертельных случаев среди членов экипажа. Вынужденные посадки редко были смертельными из-за низкой скорости, но никто не желал оказаться в тылу врага — особенно с учётом того, что RFC принимала наступательную позицию.
Когда Маккадден пришёл в № 56, он, конечно, с самого начала держал нас в напряжении. В первые несколько недель он опробовал практически всех механиков в полёте, и ни один из них, похоже, ему не понравился. Наконец, капрал Том Роджерс и я были назначены его механиками, а капрал Берт Кард — специалистом по сборке, и с того дня мы с ним подружились.Алекс Дж. Грей, авиамеханик первого класса, 56-я эскадрилья

### Новые победы
31 июля началась битва при Пашендейле, и эскадрилья Маккаддена принимала в ней активное участие. Подразделению была поставлена задача обеспечить превосходство в воздухе, чтобы бомбардировщики и разведывательные подразделения RFC могли действовать относительно свободно. Немцы применили военную хитрость, сосредоточив свои численно превосходящие самолёты в самых важных точках фронта. Среди личного состава их подразделений также было много успешных асов. Всё лето S.E.5 сражались с немецкими истребителями.
18 августа 1917 года Маккадден одержал свою первую победу в составе 56-й эскадрильи над Albatros D.V. Ещё одна победа на следующий день и две 20 августа увеличили его счёт с семи до 11 побед. Он был доволен своим успехом, но ругал оружейников за частые проблемы с бортовыми орудиями. В течение следующих четырёх недель у его машины были то проблемы с двигателем, то заклинивало оружие. Он только наносил повреждения вражеским самолётам, но не мог никого сбить. Однажды разведчик DFW C.V, которого он атаковал, пробил выстрелом его двигатель, а его орудие заклинило. Самолёт пришлось отправить на капитальный ремонт. Он получил новый истребитель под номером B4863, на котором впоследствии летал постоянно.
Маккадден был уверен, что его машина останется в первоклассном боевом состоянии. Он провёл три дня, работая со своими механиками и оружейниками, они разбирали синхронизатор пулемёта Vickers. Сначала они стреляли на полигоне и совершили восемь испытательных полётов, обстреливая наземные цели. Его оружейники шутили, что его орудия никогда не сработают в воздухе, если он износит их на земле. Его оружие продолжало заклинивать, благодаря этому 14 сентября 1917 года его противник Эрнст Виганд смог бежать и, будучи раненным, совершил аварийную посадку на территории Германии. Поскольку свидетелей крушения не было, Маккаддену не была засчитана победа.
19 сентября Маккадден атаковал Rumpler C.IV, он вынудил противника спуститься на высоту 300 метров. Когда противник пытался уклониться от обстрела, с его самолёта выпал фотоаппарат и фотографические пластины. Маккадден не преследовал его, но заприметил другого. На этот раз он атаковал со стороны солнца, а также сзади и исподнизу. Его пулемёт Льюиса заклинило после одного выстрела, но его Vickers произвёл 60 выстрелов, и Rumpler разбился в тылу врага. Другие лётчики и артиллеристы подтвердили победу. 23 сентября Маккадден сбил DFW C.V, одержав 13-ю победу.
После этой победы его звено вступило в бой с Fokker Dr.I аса Вернера Фосса (48 побед) и Albatros Карла Менкхоффа. Фоссу помогли частые проблемы с оружием у его противников, он выбил из боя два S.E.5, однако его сумел сбить Рис-Дэвидс. Маккадден так вспоминал эту битву:

Он был очень низко … всё ещё под огнём SE … пилотом был Рис-Дэвидс. Я заметил, что движения триплана были очень беспорядочными … Я видел, как он уходил в крутое пикирование … а затем увидел, как триплан ударился о землю и растворился в тысячах фрагментов. Пока я жив, я никогда не забуду своего восхищения этим немецким лётчиком, который в одиночку дрался с семью из нас в течение десяти минут, а также пустил несколько пуль по нашим машинам. Его полёт был великолепен, его мужество — изумительным, и, по моему мнению, он был самым храбрым немецким лётчиком, с которым мне выпала честь наблюдать бой.

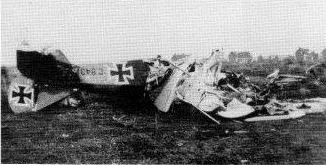
Rumpler C.IV, сбитый Маккадденом 21 октября 1917 года (18-я победа)

В течение сентября и октября Маккадден добавил в свой список пять побед, в том числе 26 сентября сбил LVG C.V, увеличив свой счёт с 13 до 18. 6 октября он был награждён застёжкой к своему Военному кресту. Ещё пять побед в ноябре довели его счёт до 23.
В декабре он сбил ещё 14 врагов, несколько из них — в ходе битвы при Камбре. Он сбил четыре самолёта 23 декабря, три 28 декабря и ещё два 29 декабря. В декабре 1917 года он получил Орден «За выдающиеся заслуги». Ему дважды высылал поздравительные послания виконт Хью Тренчард, 6 и 12 декабря: «Отличная работа. Вы великолепны. Ваша работа в последнее время была лучшей.»
К тому времени Маккадден уже привык к реалиям воздушного боя и наслаждался собственным успехом. Периодически он проявлял некоторое сочувствие к своим противникам, большинство из которых не пережили его атак. 24 января, заявив о своей 43-й воздушной победе, он заметил:
Этот экипаж DFW заслуживал смерти, потому что они не имели никакого представления о том, как защитить себя, что показало, что во время тренировок они, должно быть, были расслабленными и ленивыми и, вероятно, слишком часто любили ездить в Берлин вместо того, чтобы упорствовать на своих тренировках и обучении столько, сколько они могли, пока у них была возможность. Я не испытывал сочувствия к этим ребятам, и что это мысленная оценка, которую я сформировал о них, когда возвращался на свой аэродром, чтобы сообщить об уничтожении моей 43-й воздушной победы.
Маккадден постепенно приближался к Альберту Боллу, которому приписывали 44 сбитых вражеских самолёта. Ещё девять побед в январе 1918 года повысили его счёт с 37 до 46. В феврале 11 самолётов довели его счёт до 57, четыре из которых он сбил 16 февраля. После 57-й победы он, вероятно, сбил 58-й — Hannover CL.III — но он упал на территории, подконтрольной врагу, орудие Маккаддена заклинило после 300 выстрелов.
К этому моменту у Маккаддена появились признаки боевой психической травмы. В последнее время это проявлялось в его стремлении к победе любой ценой, обычно он подходил к бою более расчётливо. Зная, что его скоро отправят домой, он был одержим идеей догнать «Красного барона». Его вклад принёс значительную пользу 56-й эскадрилье; отряд захватил 175 вражеских самолетов, заявив, что 14 пилотов были убиты и пропали без вести, а семь взяты в плен. Лётчики, которыми командовал Маккадден сбили 25 самолётов, при этом потери его подчинённых составили четыре человека. Празднуя свой успех, Маккадден пообедал с бригадным генералом Джоном Хиггинсом, а на следующий вечер был лично приглашён в штаб генерала Джулиана Бинга, командующего 3-й британской армией.
Вскоре 5 марта Маккадден был переведён домой. Более 50 офицеров собрались на официальный прощальный обед, и 4 марта они подарили ему серебряную модель его S.E.5A. Маккадден больше не сбивал противников. В оставшиеся восемь месяцев войны только британские пилоты Билли Бишоп (72), Мик Маннок (61) и Раймонд Коллишоу (60) превзошли его общее количество побед во время службы в RFC (а затем в Королевских ВВС). Среди иностранцев его превосходили только трое: Эрнст Удет (62), Рене Поль Фонк (75) и Манфред фон Рихтгофен (80).

## Тактика боя
Маккадден предпочитал тактику одиночной охоты. Основная тактика Маккаддена предполагала использование эффекта неожиданности и минимальный риск. Он подбирался к противнику и неожиданно атаковал с близкой дистанции. Также особенно хорошо работал его метод пикирования позади и под вражеские машины перед началом обстрела.
В июне-мае 1917 года Маккадден встретился с другим асом Альбертом Боллом, который поделился с ним некоторыми своими тактическими наработками. Болл посоветовал Маккаддену пролететь под своей целью, в слепой зоне наблюдателя, и прицелиться, находясь прямо под ним, а затем выстрелить. Маккадден заинтересовался такой тактикой и счёл, что это даст гораздо больше шансов сбить вражеский самолёт. Неизвестно, применял ли Маккадден тактику Болла в бою и, если применял, то как часто и сколько побед одержал таким образом.
Известно, что Маккадден хорошо проявил себя в тактике преследования, он сближался с противником, который летел выше, нацеливал крыльевое орудие и обстреливал немецкую машину. Противник узнавал об атаке, когда пули, пробивали нижнюю часть фюзеляжа самолёта, это часто приводило к гибели или травмам экипажа, пробивало топливные баки и выводило из строя двигатели. Орудие с барабанным магазином также могло перезаряжаться в опущенном положении, при этом у Маккаддена было как минимум два запасных барабана, которые он держал в кабине.

## Попытки модифицировать S.E.5a

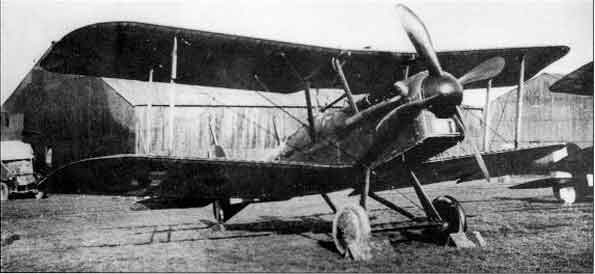
Личный S.E.5 Маккаддена (8491 G). На винт он поставил кок от немецкого LVG C.V, который он сбил 30 ноября 1917 года.

Многолетний интерес Маккаддена к механике побудил его модифицировать свой самолёт, чтобы повысить боевые характеристики. Он внёс в свой самолёт ряд модификаций, которые позволили ему превзойти по характеристикам любой другой передовой S.E.5 и, возможно, любой другой немецкий истребитель того времени. Изменения Маккаддена были сделаны с одной главной целью — повысить максимальную высоту полёта. Он добился определённых успехов в бою на высоте и без этих экспериментов. Например, 23 декабря 1917 года он перехватил вражеский самолёт на высоте 5500 метров и заставил его снизиться до высоты 2450 метров, затем он сбил противника, завоевав свою 30-ю победу. Примечательно, что он чуть не погиб в бою, когда крыло противника оторвалось и едва не попало в его собственный самолёт.
Маккаддену всегда было трудно перехватить высоколетящие немецкие разведывательные самолёты. Последний поступивший на вооружение немцев Rumpler C.VII оказался особенно неуловимым. С двигателем мощностью 240 лошадиных сил он мог лететь на высоте до 7300 метров и, таким образом, был недосягаем для любого потенциального противника. Потолок S.E.5 достигал всего 5200 метров. Большинство лётчиков были готовы смириться с этим, но Маккадден — нет.
Через неизвестный канал поставки он получил поршни с высокой степенью сжатия, которые использовались в последних двигателях Hispano-Suiza 8, и установил их на силовой установке своего самолёта. На испытаниях он смог развить намного большую скорость. Он снизил вес самолёта, укоротив выхлопные трубы. Он также поставил кок от захваченного вражеского самолета, который, по его мнению, увеличил скорость на 5 км/ч, а также уменьшил двугранный угол крыла для увеличения манёвренности.
Последнее изменение заключалось в установке более простой заслонки (вентиляционное отверстие радиатора), которая предназначалась для обогрева кабины за счёт отвода тепла от двигателя. Для Маккаддена этот аспект был очень важен. Маккаддену приходилось проводить длительное время на большой высоте в чрезвычайно холодных условиях. В 1916 году, пилотируя D.H.2, он испытывал сильную боль, поскольку нормальное кровообращение в мышцах восстановилось только, когда он приземлился. Маккадден сообщил о нескольких общих побочных эффектах полёта на большой высоте. Он жаловался на головокружение, но объяснил это холодом, а не какой-либо формой гипоксии. Воздух на больших высотах слишком разрежен, что вызывает одышку. Авиационная медицина находилась на ранних этапах развития, поэтому лётчикам приходилось решать эксплуатационные проблемы самостоятельно. Только высотные бомбардировщики были оснащены кислородным оборудованием для облегчения дыхания. Несмотря на трудности с циркуляцией крови, Маккадден оказался удивительно устойчивым к последствиям полёта на большой высоте без спецсредств.
Результаты модификаций Маккаддена в большинстве своём не фиксировались. Считается, что он поднялся на высоту 3000 метров за девять минут, сократив стандартное время примерно на пять минут. Возможно, это было преувеличением, но никаких записей, подтверждавших полёт Маккаддена, не осталось. Он записал в своём бортовом журнале максимальную наземную скорость 220 км/ч. Он достиг этих результатов при ограниченных ресурсах воюющей эскадрильи и без какой-либо официальной помощи.
Стремясь испытать свои модификации, он приступил к эксплуатации самолёта 28 января 1918 года. До 16 февраля, когда № 8491 был отправлен в ремонт, он одержал пять побед (с 45 по 50-ю), последнюю — в 11:30 того дня. Позже в тот же день он одержал ещё одну победу уже на другой машине.

## Признание
В отличие от правительств Германии и Франции, Военное министерство Великобритании неохотно предавало огласке имена отдельных солдат и асов и не использовало их для пропаганды. Наиболее заметным исключением был Альберт Болл. Однако в декабре 1917 года владелец газеты Daily Mail виконт Нортклифф получил руководящий пост в новосозданном Министерстве информации. У Нортклиффа был солидный опыт работы в авиации. Он пропагандировал «воздушное мышление», когда в авиации начался технологический прогресс. Страна столкнулась с таким изобретением, как дирижабли, которые могли пересечь Северное море и Ла-Манш и несли серьёзную угрозу бомбардировок с воздуха. Нортклифф поддержал создание Воздушной лиги Британской империи, группы интересов, призванной убедить правительство в перспективности и боевом потенциале летательных аппаратов.
Будучи главой Министерства и Daily Mail, Нортклифф провёл информационную кампанию в своих публикациях с целью придать огласке имена выдающихся комбатантов. 3 января 1918 года он опубликовал в Daily Mail статью под заголовком «Наши неизвестные воздушные герои», в которой основное внимание уделялось Маккаддену. В колонке на первой страницы было написано:

Что я хочу знать, так это почему англичанин, хобби которого сбивать небесных гуннов парами и тройками между обедом и чаем, который уже насбивал мешок из 30 вражеских самолётов, должен ждать и быть убитым, прежде чем благодарная нация, ждущая, чтобы поприветствовать его, могла бы узнать хотя бы его имя?
Интересно, понимают ли люди в Англии, что немецкая воздушная служба — самая популярная и почитаемая ветвь военной машины кайзера, потому что у немецких властей достаточно воображения, чтобы использовать её личную сторону? Сколько людей на этих островах смогут назвать столько британских лётчиков, сколько пальцев на одной руке?

Кампания имела мгновенный успех. Daily Chronicle повторила подобный призыв в своей книге «Юное Львиное Сердце Воздуха». 7 января Daily Mail опубликовала статью «Наши замечательные лётчики — наконец их имена». Статья сопровождалась большой фотографией Маккаддена и других лётчиков. После этого о подвигах британских лётчиков регулярно выходили публикации. Маккадден ненавидел повышенное внимание. В письме к отцу на следующий день он высказался, что подобная «чушь» и культ личности подрывает его авторитет в RFC и среди товарищей.

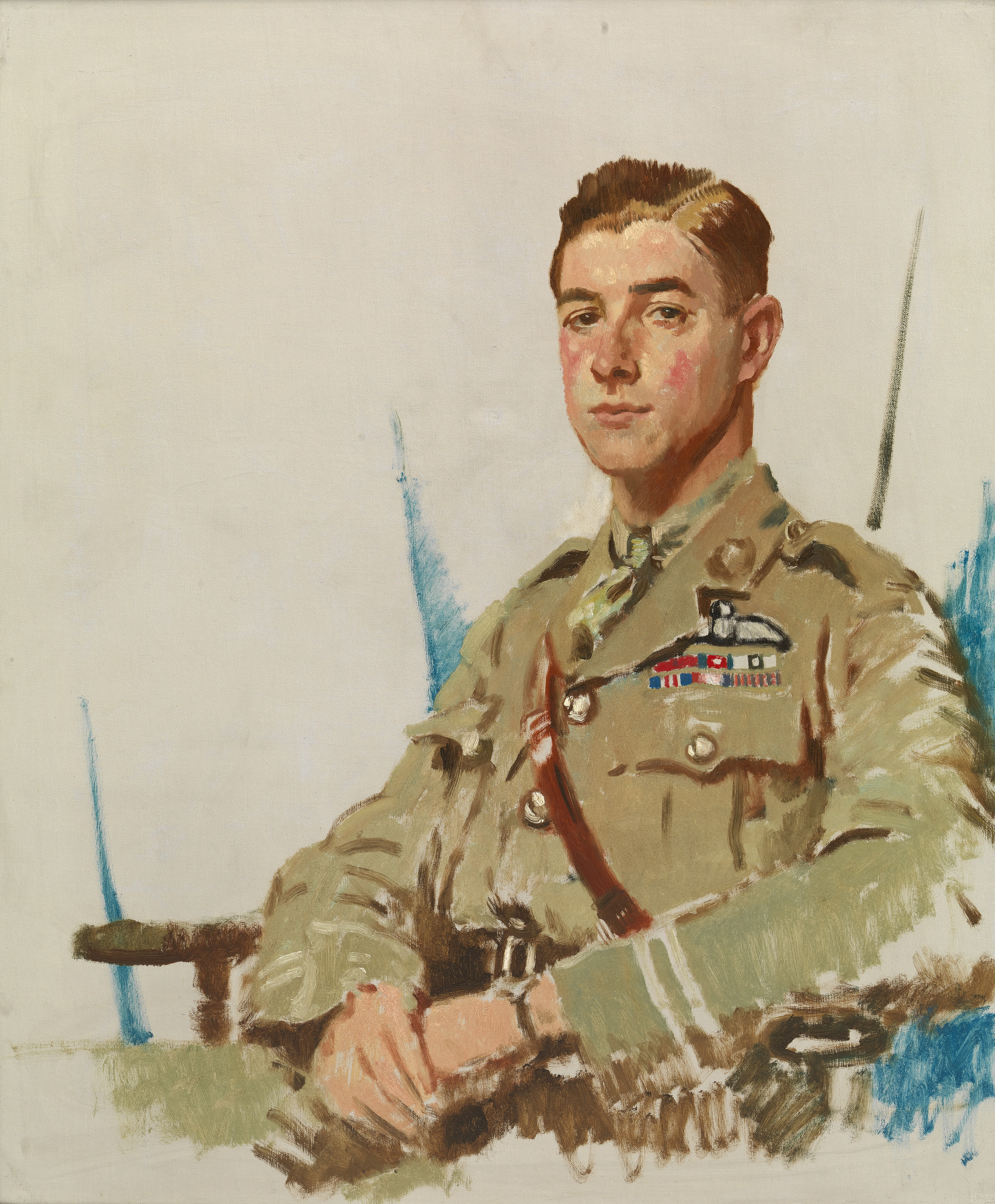
Портрет Маккаддена работы Уильяма Орпена (1918)

Маккадден позитивно воспринял перевод в Школу воздушного боя № 1 в Эре, Шотландия, где он пилотировал хорошо работающий Sopwith Snipe. Именно в Шотландии он узнал о смерти своего брата, которого, по всей вероятности, 19 марта сбил немецкий ас Ганс Вольф. Он написал письмо командиру брата Уильяму Шолто Дугласу с просьбой сообщить какие-либо новости, но понимал, что внимание майора теперь было сосредоточено на весеннем наступлении немцев. Смерть брата сильно расстроила Маккаддена.
В том же месяце, когда Маккадден вернулся домой, его наградили Крестом Виктории, высшей военной наградой Великобритании. Письмо Тренчарда, подтверждающее, что король удостоил его этой чести, было датировано 30 марта 1918 года. О награде было объявлено в газете 29 марта, а подробности были опубликованы 2 апреля 1918 года. Избегая такой огласки, Маккадден даже не рассказал своей семье о том, что 6 апреля он посетил Букингемский дворец, где получил свой Крест Виктории из рук короля Георга V. Также его повысили в звании до майора. Находясь в отпуске в Лондоне, он много общался со своим другом Миком Мэнноком. Через несколько недель он встретил Чарльза Грея, владельца журнала Aeroplane. Он предложил Маккаддену помочь закончить рукопись его биографии «Летающая ярость», которую планировалось опубликовать в том же году. Маккадден согласился. Также художник Уильям Орпен написал портрет Маккаддена.

## Смерть
Маккадден оставался в Англии до июля 1918 года, когда ему поручили командовать 60-й эскадрильей RAF. Он прилетел в Фарнборо на Vickers F.B.16, чтобы забрать свой новый Royal Aircraft Factory S.E.5a, далее ему предстояло вернуться во Францию и возглавить свою новую эскадрилью. 3 июля на этом истребителе он пролетел над своим домом в Кингстоне-апон-Темсе, подняв самолёт на высоту 5200 метров и облетев Лондон в течение часа. После приземления он сделал последнюю запись в своём бортовом журнале. Его общий налёт составил 872 часа 40 минут.
Утром 9 июля 1918 года он отправился к своей невесте, мисс Алекс-Твиди, в Уайтхолл-Корт. Твиди вспоминала, что они говорили о его новом назначении и автобиографии. Он передал рукопись мистеру Грею двумя днями ранее и ожидал её публикации. Маккадден пообещал Грею превзойти «Красного барона», который погиб в бою 21 апреля 1918 года. Ввиду того, что случилось с фон Рихтгофеном и его братом, он пообещал, что «я не буду суетиться и не буду делать ничего глупого, как мой брат». Затем он позавтракал со своей сестрой Мэри. Уходя, он достал из кармана и вручил ей громоздкий конверт с Крестом Виктории и другими наградами. Он попрощался с ней и поехал в Хаунслоу, где сел в свой S.E.5a (C1126). Он вылетел чуть позже 13:00. Маккадден сделал остановку в пути, около 18:00 он связался с Патриком Плейфером из крыла авиационного оперативного контроля № 13, он сообщил, что скоро прибудет в Боффль, где базировалась эскадрилья № 60.
Маккадден начал перелёт через Ла-Манш. Он не знал точного расположения посадочной полосы после наступления немцев, он проверил аэродром, который, как он думал, и был Боффлем, но обнаружил, что он пуст. Летя в густом тумане, он решил направиться в Оси-ле-Шато, чтобы получить дальнейшие указания от персонала Королевских ВВС, дислоцированного там. Он обратился к капралу Бёрдетту и Валлинсу из 52-й эскадрильи. Бёрдетт служил с Маккадденом в 3-й эскадрилье ещё в 1915 году, но не узнал его в лётной экипировке. Он сделал пометки на его карте, и Маккадден вернулся к своей машине. Примерно через 90 секунд после взлёта из Оси-ле-Шато S.E.5a рухнул на землю. Капрал 8-й эскадрильи Ховард был на месте через несколько минут и пробрался сквозь горящие обломки, чтобы вытащить Маккаддена. Он лежал рядом с крылом, он не был пристёгнут ремнём безопасности. Бёрдетт последовал за Ховардом и узнал лётчика, как только с него сняли лётный шлем. Его доставили в пункт оказания неотложной помощи № 21, где ему поставили диагноз — перелом черепа. Не приходя в сознание, он умер в 20:00.

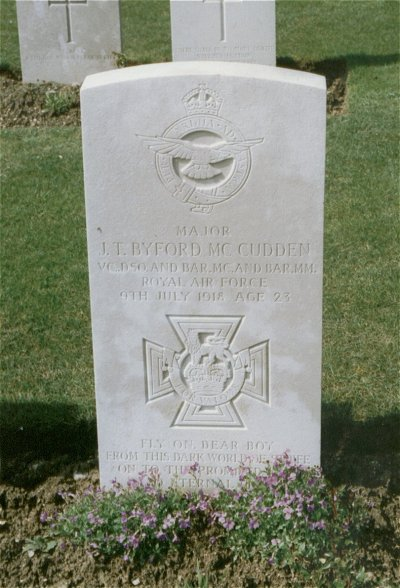
Могила Маккаддена

Капрал Бёрдетт позже заявил: «Когда Маккадден взлетел, он вывел машину на почти вертикальный набор высоты, как будто сделал полувырок, а затем нырнул носом в лес … для лётчиков-разведчиков было обычным делом выполнять мелкие трюки … Я думаю, что это он и делал». Свидетель лейтенант Фентон высказал другое мнение, «самолёт взлетел против ветра, на высоте около 100 футов [30 метров] сделал вертикальный разворот и полетел обратно через аэродром рядом с окраиной леса. Похоже, что двигатель работал плохо. Лётчик сделал бочку на машине, которая не могла выровняться, примерно на 200 футах [60 метрах]. Она врезалась носом в дерево». Лейтенант Барри, однако, поддержал версию проблемы с двигателем: «Я видел SE5, летевший с запада на восток через аэродром на высоте 200—300 футов [60-90 метров]. Двигатель работал неравномерно. Сразу после пересечения границы аэродрома лётчик сделал резкий поворот. Нос опустился и он упал за деревья. Во время этого снижения шум двигателя прекратился».
Обычно отчёты составлялись по любому происшествию с любым самолётом. На дату смерти Маккаддена было сделано 29 таких отчётов по S.E.5, но среди них нет отчёта по его аварии. Таким образом, официальная причина аварии так и не была названа. Возможно, двигатель вышел из строя из-за неправильно установленного карбюратора. Однако есть некоторые сомнения, что инцидент был вызван механическим дефектом. Свидетели сообщили, что пилот пытался выполнять трюки на малой высоте, сделал несколько поворотов и бочку. Много лет спустя другие свидетели отрицали, что самолёт выполнил крен, но все согласились, что проблемы начались, когда машина вошла в положение, похожее на вертикальный разворот.

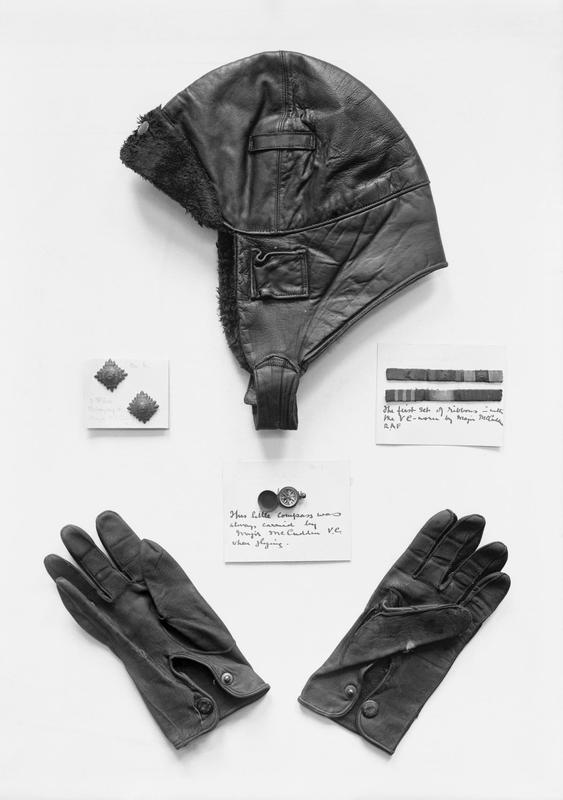
Вещи Маккаддена из коллекции Имперского военного музея

Останки Маккаддена были впоследствии захоронены на соседнем военном кладбище Ваван в Па-де-Кале. Маккадден погиб всего через два месяца после смерти немецкого аса Манфреда фон Рихтгофена, которого, по некоторым сообщениям, британцы удостоили более длительных и организованных похорон. В военное время Маккадден одержал 57 побед, 19 человек были взяты в плен, 28 машин (1 совместно) — уничтожены, 10 (2 совместно) были «выведены из-под контроля» — официальная классификация, которая засчитывалась как победа.

## Память
Утром 9 июля Маккадден за завтраком передал своей сестре конверт, в котором были все его медали. Сегодня все медали Маккаддена, в том числе его Крест Виктории, выставлены в Королевском инженерном музее в Джиллингеме вместе с медалями двух его братьев и отца. Также представлены оригинальная медная гравированная надгробная доска и деревянный винт. Разбитое лобовое стекло от потерпевшего крушение S.E.5a Маккаддена хранится в коллекции Имперского военного музея. В коллекции музея также представлена униформа Маккаддена и портрет лётчика работы Уильяма Орпена. В марте 2009 года Маккадден и Эдвард Мэннок стали героями эпизода документального сериала Timewatch на BBC под названием «Первая мировая война: гибель асов».